# 安倍謂奈麻呂
安倍 謂奈麻呂（あべ の いなまろ）は、奈良時代の貴族。氏は阿倍。名は為奈麻呂、猪名麻呂とも記される。中務大輔・阿倍船守の子。官位は従五位上・権右少弁

## 経歴
宝亀2年（771年）従五位下に叙爵。宝亀5年（774年）図書助、宝亀8年（777年） 治部少輔と京官を歴任したのち、宝亀11年（780年）但馬介として地方官に転ずる。
光仁朝末の天応元年（781年）権右少弁に任ぜられて京官に復し、桓武朝の延暦2年（783年）従五位上に叙せられている。

## 官歴
『続日本紀』による。
- 時期不詳：正六位上
- 宝亀2年（771年） 11月26日：従五位下
- 宝亀5年（774年） 3月5日：図書助
- 宝亀8年（777年） 10月13日：治部少輔
- 宝亀11年（780年） 3月17日：但馬介
- 天応元年（781年） 2月17日：権右少弁
- 延暦2年（783年） 2月5日：従五位上

## 系譜
- 父：阿倍船守[1]
- 母：不詳
- 生母不明の子女
  - 男子：安倍鷹野[2]（?-809）
  - 男子：安倍犬養[1]